# (1408) Trusanda
(1408) Trusanda es el asteroide número 1408 situado en el cinturón principal. Fue descubierto por el astrónomo Karl Wilhelm Reinmuth  desde el observatorio de Heidelberg, el 23 de noviembre de 1936. Su designación alternativa es 1936 WF. Está nombrado en honor de Trude Hochgesand, una conocida del astrónomo alemán Heinrich Vogt (1890-1968).